# Charaxes antiqua
Charaxes antiqua är en fjärilsart som beskrevs av Le Cerf 1923. Charaxes antiqua ingår i släktet Charaxes och familjen praktfjärilar. Inga underarter finns listade i Catalogue of Life.